# A Song to Ruin
A Song to Ruin – pierwszy album studyjny brytyjskiej grupy rockowej Million Dead.

## Lista utworów
1. "Pornography for Cowards" – 2:01
2. "Breaking the Back" – 3:12
3. "I Am the Party" – 2:56
4. "Charlie and the Propaganda Myth Machine" – 3:25
5. "A Song to Ruin" – 5:47
6. "Smiling at Strangers on Trains" – 2:55
7. "MacGyver" – 3:28
8. "Relentless" – 4:03
9. "The Kids Are Going to Love It" – 2:47
10. "The Rise and Fall" – 14:03